# Aloe acutissima
Aloe acutissima é uma espécie de liliopsida do gênero Aloe, pertencente à família Asphodelaceae.